# Покрет за промјене
Покрет за промјене (ПЗП) је парламентарна политичка странка у Црној Гори, реформистичког и грађанско-либералног усмјерења. Основана је 2006. године. Предсједник странке је Небојша Медојевић.

## Оснивање ПЗП (2006)
ПЗП је настао из невладине организације под називом Група за промјене (ГЗП), која се бавила праћењем процеса демократизације у Црној Гори. Поменута НВО је била састављена махом од бивших социјалдемократа, либерала и других појединаца сличног усмјерења, који су се нашли у опозицији према владајућој Демократској партији социјалиста Црне Горе (ДПС). Крајем 2005. и почетком 2006. године, руководство ГЗП је ступило у преговоре са руководством највеће опозиционе странке, Социјалистичке народне партије Црне Горе (СНП) ради усаглашавања ставова о заједничкој борби против владајућег режима и евентуалном стварању широке опозиционе коалиције под називом Демократска алтернатива.
Током кампање уочи референдума о државном статусу Црне Горе (2006), Група за промјене није подржала опстанак Државне заједнице Србије и Црне Горе, већ је званично заузела „неутралан” став. Међутим, Небојша Медојевић је јавно саопштио да ће на референдуму гласати за независност, наглашавајући да се његова визија независне Црне Горе знатно разликује од визије Мила Ђукановића. Стога је већ током референдумске кампање дошло до интензивирања сарадње између Небојше Медојевића и Предрага Булатовића, тадашњег предсједника СНП и челника унионистичког блока, са циљем усаглашавања заједничке стратегије за борбу против Ђукановићевог режима након референдума. Међутим, управо због те сарадње, из ГЗП је у прољеће 2006. године иступио Светозар Јовићевић, дотадашњи предсједник Управног одбора ГЗП.
Након проглашења државне независности Црне Горе, Група за промјене се у лето 2006. године трансформисала у политичку странку под називом Покрет за промјене (ПЗП). На својим првим парламентарним изборима, одржаним исте 2006. године, ПЗП је остварио веома добар резултат, освојивши 44.483 гласова (13,13%), односно 11 од 81 мандата, постајући једна од три опозиционе странке у Црној Гори. Била је популарна као потпуно нови избор на политичкој сцени, а поготово је била привлачна за апстиненте и разочаране гласаче унионистичке опозиције.

## Учешће ПЗП у доношењу Устава (2007)
Након скупштинских избора (2006), ПЗП је првобитно дјеловао у оквиру уједињене опозиције. Током прољећа 2007. године, у вријеме преговора од доношењу новог Устава Црне Горе, Небојша Медојевић је заступао став да би скупштину требало распустити, а нове изборе искористити за смјену режима. Међутим, већ крајем љета исте године, ПЗП је почео да дјелује мимо опозиционог блока, ступивши у самосталне преговоре са владајућим странкама.. Пошто је бројчани однос снага у парламенту био такав да се без гласова ПЗП није могла обезбиједити двотрећинска већина за владин приједлог Устава, посланици ПЗП су се нашли под притиском са обије стране. Током политичких преговора, ПЗП је одступио од заједничке опозиционе платформе, прихвативши приједлог владајућих странака да се у новом Уставу као званични језик уведе црногорски, а такође је прихваћено да се дотадашњи званични српски језик сврста међу мањинске језике. Гласови посланика ПЗП су кључно доприњели прибављању двотрећинске већине за усвајање владиног приједлога новог Устава. Због таквог држања, ПЗП је био изложен оштрим критикама опозиционих странака и шире српске јавности.
Такво доношење новог устава оставило је дубок утисак на најширу црногорску јавност, пошто је пристајање ПЗП уз владајућу коалицију било доживљено као велики не само политички, већ и лични државнички успјех Мила Ђукановића, чији је режим сада стекао и нови уставни легитимитет. Управо на том темељу, Ђукановић је наставио да гради своју власт, а челници ПЗП су током наредних година у бројним приликама покушавали да оправдају своје учешће у изливању тог темеља понављајући оцјену да је устав за који су гласали и даље добар, али га лоша власт не спроводи.

## Потоња опозициона дјелатност
На предсједничким изборима који су одржани 2008. године, Небојша Медојевић је као кандидат ПЗП освојио треће мјесто са 54,874 гласова (16,64%). Након што је Влада Црне Горе исте године признала једнострано проглашену независност Косова, ПЗП се успротивио таквој одлуци, тврдећи да су Црној Гори потребни пријатељски односи са сусједном и братском Србијом. ПЗП је подржао масовне протесте грађана против такве одлуке, дјелимично учествујући на њима, али и критикујући мање нереде који су избили након протеста. Дотадашњи албански политички партнери у Црној Гори, који су сарађивали са ПЗП, оштро су критиковали однос руководства ПЗП према питању признања Косова.
Крајем 2008. године, у ПЗП је дошло до унутрашњег раскола и одвајања тврде црногорске струје под вођством Горана Батрићевића, који је почетком 2009. године са групом истомишљеника основао Демократски центар Црне Горе, тврдећи да је Небојша Медојевић напустио своја изворна начела ПЗП путем сарадње са Социјалистичком народном партијом Црне Горе и српским националним странкама.
На скупштинским изборима који су у Црној Гори одржани у прољеће 2009. године, ПЗП је освојио 19.546 гласова (5,93%) и 5 посланичких мандата. На скупштинским изборима који су у Црној Гори одржани у јесен 2012. године, ПЗП је наступио у оквиру коалиције Демократски фронт, која је освојила 82,773 гласова (22,82%) и 20 посланичких мандата.  На скупштинским изборима који су у Црној Гори одржани у јесен 2016. године, ПЗП је поново наступио у оквиру коалиције Демократски фронт која је освојила 77,784 гласова (20,32%) и 18 посланичких мандата.